# Lustrație
Lustrația (în latină lustratio) era o ceremonie practicată în antichitate, prin care cei vechi purificau o persoană, un câmp etc.
În prezent, acest termen și-a lărgit sfera semantică și se referă la limitarea accesului foștilor comuniști la funcțiile de conducere în stat și chiar la alte poziții în serviciul civil, în țările europene foste comuniste pînă în 1989-1991. Persoanele afectate sunt foștii membri ai partidelor comuniste și mai ales persoanele din conducere și foști informatori ai poliției secrete comuniste.
O altă definiție a noțiunii de lustrație o descrie ca pe un proces ce constă în „măsuri administrative de care uzează regimurile post-totalitare pentru a exclude din instituțiile publice pe acele persoane care au lucrat pentru sau au colaborat cu regimul comunist” 

## Utilizare
După căderea regimurilor comuniste în 1989-1991 lustrația a luat formă în diverse legi ce au ca scop „decomunistizarea”.
Lustrația a fost aplicată în diverse grade, în Cehia și Germania aplicarea sa fiind mult mai pronunțată.

### Cehia
În Cehia tranziția spre democrație a fost diferită de cea din alte țăril. Spre deosebire de țările vecine, în Cehia nu s-au desfășurat procese, ci au fost luate mai degrabă măsuri ne-justițiare pentru a garanta schimbările. Tuturor celor implicați în Poliția Secretă Comunistă (StB în Cehia) le-a fost interzis accesul la funcțiile publice:
- funcții de conducere în serviciul civil
- justiție
- procuratură
- servicii de securitate
- armată
- managementul întreprinderilor de stat
- banca centrală
- căile ferate
- poziții academice înalte

Lustrației în Cehia nu a avut ca prim scop justiția, ci eficiența în îndepărtarea practicilor comuniste.

### România
În România lustrația a fost sprijinită de o mare parte a cetățenilor, însă nu a fost aplicată în primele mandate legislative după Revoluția română din 1989, iar în prezent se aplică într-o formă limitată.
Un document care cerea aplicarea lustrației a fost Proclamația de la Timișoara.
Membrii Societății Timișoara, deputatul Viorel Oancea, fostul parlamentar Mona Muscă, senatorul Adrian Cioroianu și Eugen Nicolăescu au inițiat un proiect pentru Legea lustrației, care are ca scop să interzică persoanelor care, în perioada 6 martie 1945 – 22 decembrie 1989, au făcut parte din structurile de putere sau din cele ale aparatului represiv al regimului comunist să candideze sau să fie numite, timp de 10 ani, pentru o serie de demnități și funcții publice. Textul legislativ a fost depus în vara lui 2005 în Parlament, unde a fost adoptat de Senat la 10 aprilie 2006 și a fost trimis a doua la Camera deputaților, unde s-a "împotmolit". 

## Beneficii
Lustrația poate asigura legimitatea guvernului, un lucru foarte important pentru o guvernare eficientă.

## Costuri
Din cauza falsificării documentelor persoanele pot fi etichetate greșit.
Există riscul ca persoanele excluse să fie cele mai experimentate în slujba lor.